# ديقه محمد
الدكتورة ديقه آدم محمد طبيبة أمراض النساء والتوليد ولدت في الصومال وهي المديرة التنفيذية لمؤسسة الدكتورة حواء عبدي. تتمركز عمليات المؤسسة في قرية الأمل، وهي مجمع في مقديشو بالصومال، وتوفر الرعاية الصحية والتعليم والمأوى لآلاف النازحين. تأسست القرية من قبل والدة ديقه محمد الدكتورة حواء عبدي وتديرها شقيقتها الدكتورة آمنة محمد. بالإضافة إلى دورها التنفيذي، تعمل ديقه محمد كطبيبة في مستشفى الدكتور حواء عبدي العام.

## النشأة والتعليم
ولدت ديقه محمد في العاصمة الصومالية مقديشو. للدكتورة حواء عبدي وآدم محمد. درست الطب في روسيا، وساعدت والدتها في المخيم أثناء دراستها. لاحقا اختيرت ديقه لزمالة موريس آر جرينبيرج في جامعة ييل في عام 2016.

## المسار المهني
بعد دراستها ، هاجرت ديقه إلى الولايات المتحدة كلاجئة في عام 2003.خلال هذا الوقت عملت في مختبرات متعددة وحصلت على الجنسية الأمريكية في عام 2008. في عام 2010، قدمت محادثة على تيد مع والدتها الدكتورة حواء عبدي حول عيادتهم الطبية. عادت إلى الصومال في عام 2011، وشعرت بإحساس بالمسؤولية لمساعدة الوضع في البلاد. واختيرت كمتدربة لبرنامج السفراء العالميين من قبل بنك أوف أمريكا في عام 2014.
تشغل ديقه حاليًا منصب الرئيس التنفيذي لمؤسسة الدكتورة حواء عبدي التي أنشئت في الولايات المتحدة وتملك مقرا يُسمى قرية الأمل في الصومال.و تهدف المؤسسة إلى «توفير الوصول إلى حقوق الإنسان الأساسية في الصومال من خلال بناء مؤسسات مستدامة في مجالات الرعاية الصحية والتعليم والزراعة وريادة الأعمال الاجتماعية».  تتكون قرية الأمل من مستشفى، ومدرسة ابتدائية، ومدرسة ثانوية، ومركز لتعليم المرأة، ومشاريع زراعية، وبرنامج للصرف الصحي، وملجأ للأسر. ديقه محمد هي أيضًا محاضرة زائرة في كلية إدارة الأعمال بجامعة القيادة الأفريقية، رواندا.

## جوائز وتكريم
- جائزة بي إي تي، جائزة الإنسانية الاجتماعية (2012) - مُنحت للدكتورة حواء عبدي والدكتورة آمنة محمد والدكتورة ديقه محمد[15]
- جائزة جلامو، جائزة نساء العام (2010) - مُنحت للدكتورة حواء عبدي والدكتورة آمنة محمد والدكتورة ديقه محمد[16]
- جائزة جامعة شازام ،المتحدث الرسمي (2017)

## الحياة الشخصية
تزوجت ديقه محمد من زوجها الطبيب عام 2012. وتوفي والدها عام 2012.